# Chef der Staatskanzlei
Chef der Staatskanzlei ist die Funktionsbezeichnung für den Amtschef der Staatskanzlei eines deutschen Landes. In den Stadtstaaten Berlin, Bremen und Hamburg lautet die Funktionsbezeichnung Chef der Senatskanzlei. In beiden Fällen wird die Abkürzung „CdS“ verwendet.

## Amtsinhaber und -bezeichnungen
Chefs von Staats- oder Senatskanzleien können unterschiedliche Ämter bekleiden. Sie sind entweder Staatssekretäre bzw. Staatsräte oder Landesminister (Minister, Staatsminister, Senatoren).
| Land                   | Amtliche Bezeichnung der Regierungszentrale                         | Amts- und Funktionsbezeichnung des CdS                                                                           | Amtsinhaber        | Amtsantritt       |
| ---------------------- | ------------------------------------------------------------------- | --- | ------------------ | ----------------- |
| Baden-Württemberg      | Staatsministerium Baden-Württemberg                                 | Staatsminister und Chef der Staatskanzlei                                                                        | Jörg Krauss        | 1. Februar 2025   |
| Bayern 1               | Bayerische Staatskanzlei                                            | Leiter der Staatskanzlei und Staatsminister für Bundesangelegenheiten und Medien                                 | Florian Herrmann   | 21. März 2018     |
| Bayern 1               | Bayerische Staatskanzlei                                            | Staatsrätin, Amtschefin der Staatskanzlei und Bevollmächtigte des Freistaates Bayern beim Bund                   | Karolina Gernbauer | 1. März 2010      |
| Berlin                 | Der Regierende Bürgermeister – Senatskanzlei                        | Staatssekretär und Chef der Senatskanzlei                                                                        | Florian Graf       | 28. April 2023    |
| Brandenburg            | Staatskanzlei des Landes Brandenburg                                | Ministerin und Chefin der Staatskanzlei                                                                          | Kathrin Schneider  | 20. November 2019 |
| Bremen                 | Senatskanzlei Bremen                                                | Staatsrat und Chef der Senatskanzlei                                                                             | Thomas Ehmke       | 15. August 2019   |
| Hamburg                | Freie und Hansestadt Hamburg – Senatskanzlei                        | Staatsrat und Chef der Senatskanzlei und des Personalamtes                                                       | Jan Pörksen        | 1. Oktober 2018   |
| Hessen                 | Hessische Staatskanzlei                                             | Staatssekretär und Chef der Staatskanzlei                                                                        | Benedikt Kuhn      | 18. Januar 2024   |
| Mecklenburg-Vorpommern | Staatskanzlei des Landes Mecklenburg-Vorpommern                     | Staatssekretär und Chef der Staatskanzlei                                                                        | Patrick Dahlemann  | 15. November 2021 |
| Niedersachsen          | Niedersächsische Staatskanzlei                                      | Staatssekretär und Chef der Staatskanzlei                                                                        | Frank Doods        | 20. Mai 2025      |
| Nordrhein-Westfalen    | Staatskanzlei des Landes Nordrhein-Westfalen                        | Chef der Staatskanzlei und Minister für Bundes- und Europaangelegenheiten, Internationales sowie Medien          | Nathanael Liminski | 30. Juni 2017     |
| Rheinland-Pfalz        | Staatskanzlei Rheinland-Pfalz                                       | Staatssekretär und Chef der Staatskanzlei                                                                        | Fedor Ruhose       | 10. Juli 2024     |
| Saarland               | Staatskanzlei des Saarlandes                                        | Staatssekretär, Chef der Staatskanzlei und Bevollmächtigter des Saarlandes bei der Europäischen Union            | David Lindemann    | 26. April 2022    |
| Sachsen                | Sächsische Staatskanzlei                                            | Chef der Staatskanzlei und Staatssekretär für Bundes- und Europaangelegenheiten als Mitglied der Staatsregierung | Andreas Handschuh  | 19. Dezember 2024 |
| Sachsen-Anhalt         | Staatskanzlei und Ministerium für Kultur                            | Chef der Staatskanzlei und Minister für Kultur                                                                   | Rainer Robra       | 17. Mai 2002      |
| Schleswig-Holstein     | Der Ministerpräsident des Landes Schleswig-Holstein – Staatskanzlei | Minister und Chef der Staatskanzlei                                                                              | Dirk Schrödter     | 28. Juni 2017     |
| Thüringen              | Thüringer Staatskanzlei                                             | Minister für Bundes- und Europaangelegenheiten, Ehrenamt und Sport und Chef der Staatskanzlei                    | Stefan Gruhner     | 13. Dezember 2024 |

## Aufgaben des CdS
Der CdS ist einer der wichtigsten – oft sogar der wichtigste – Mitarbeiter des Ministerpräsidenten. Er gehört zum „strategischen Zentrum“ des informellen Netzwerks, das dem Regierungschef als Frühwarnsystem und Beeinflussungsinstrument dient und führt den Vorsitz bei den Besprechungen der beamteten Staatssekretäre zur Vorbereitung der Sitzungen des Landeskabinetts.
Die Aufgaben eines CdS entsprechen in vieler Hinsicht denen eines Chefs des Bundeskanzleramtes:
- Stabsfunktionen für den Regierungschef bzw. die Regierungschefin (vor allem politische Planung und Öffentlichkeitsarbeit),
- Geschäftsstellenfunktion für die Regierung als Ganzes (vor allem Kabinetts- und Landtagsangelegenheiten),
- Ressortkoordinierung.

Falls keine eigenen Minister oder Staatssekretäre für Bundes- und Europaangelegenheiten bestellt worden sind, nehmen die CdS oft auch diese Aufgabenbereiche wahr, was sich meistens in der Amtsbezeichnung widerspiegelt.

## CdS-Besprechungen
Die Chefs der Staats- und Senatskanzleien treffen sich viermal jährlich zu Konferenzen („CdS-Besprechungen“), auf denen die Konferenzen der Länder-Regierungschefs vorbereitet werden. Zwei dieser CdS-Konferenzen finden unter Leitung des Chefs des Bundeskanzleramtes statt; sie dienen der Vorbereitung der zweimal jährlich stattfindenden Zusammenkünfte der Länder-Regierungschefs mit dem Bundeskanzler.